# Changzhou (Wuzhou)
Changzhou (chinesisch 长洲区, Pinyin Chángzhōu Qū; Zhuang Cangzcouh Gih) ist ein Stadtbezirk der bezirksfreien Stadt Wuzhou am Ostrand des Autonomen Gebiets Guangxi der Zhuang in der Volksrepublik China. Er hat eine Fläche von 374 km² und hat 212.100 Einwohner (Stand: Ende 2018).

## Administrative Gliederung
Auf Gemeindeebene setzt sich der Stadtbezirk aus zwei Straßenvierteln und zwei Großgemeinden zusammen. Diese sind:
- Straßenviertel Datang 大塘街道
- Straßenviertel Xinglong 兴龙街道
- Großgemeinde Changzhou 长洲镇
- Großgemeinde Daoshui 倒水镇